# Жеренов, Фёдор Николаевич
Фёдор Николаевич Жеренов (род. 19 января 1941, Салазгорь, Мордовская АССР) — тракторист-машинист совхоза имени Цвиллинга Соль-Илецкого района Оренбургской области.

## Биография
Родился 19 января 1941 года в селе Салазгорь Торбеевского района (ныне — Мордовия) в крестьянской семье. Мордвин. В 1955 году окончил семь классов Салазгорьской средней школы. Сразу после окончания школы поступал в профессионально-техническое училище, но не удачно: не приняли из-за возраста. Два года работал в колхозе «Ленинонь киц». Тоолько когда исполнилось 17 лет, поступил в СПТУ № 3 в селе Жукове, которое окончил с отличием в 1959 году.
Вернулся в свой колхоз, расположенный в родном селе Салазгорь, но не надолго. В том же году по комсомольской путевке уехал в Оренбургскую область. Направление получил в Соль-Илецкий район, в совхоз имени Цвиллинга. С этим хозяйством связана вся его дельнейшая трудовая биография.
Первую зиму проработал в чабанской бригаде, а весной был переведен в тракторно-полеводческую бригаду № 3. В первую посевную работал помощником тракториста. После посевной сам сел за штурвал трактора ДТ-54. Машины Жеренова всегда находился в хорошем техническом состоянии, и вскоре молодому трактористу стали доверять выполнять все виды работ по выращиванию хлеба. За многие годы работы он стал опытным трактористом: бороновал, сеял, вспахивал по 4100-4670 гектаров. Успешно совмещал работу с учёбой в Илекском сельскохозяйственном техникуме.
С 1972 года Ф. Н. Жеренов работал и на тракторе, и на комбайне. В числе первых комбайнеров Соль-Илецкого района добился намолота зерна по 10 тысяч центнеров на комбайн, а затем по 20 тысяч и более. В 1976 году в ходе уборочной Жеренов на комбайне СК-5 «Нива» намолотил 24100 центнеров зерна.
Указом Президиума Верховного совета СССР от 23 декабря 1976 года «за выдающиеся успехи, достигнутые во Всесоюзном социалистическом соревновании, проявленную трудовую доблесть в выполнении планов и социалистических обязательств по увеличению производства и продажи государству зерна и других сельскохозяйственных продуктов в 1976 году» Жеренову Фёдору Николаевичуприсвоено звание Героя Социалистического Труда присвоено в с вручением ордена Ленина и золотой медали «Серп и Молот».
В 1977 году возглавил звено из пяти комбайнов СК-6 «Колос», в звено вошли три брата и зять. Семейным звеном в ту страду намолотили 105 тысяч центнеров зерна, ездили на помощь в Абдулинский, Тюльганский, Октябрьский, Кваркенский районы.
Живёт в городе Соль-Илецк.
Член Совета старейшин при губернаторе Оренбургской области
Награждён орденами Ленина, Октябрьской революции, Трудового Красного Знамени, медалями.